# کنیدین ایرلاینز

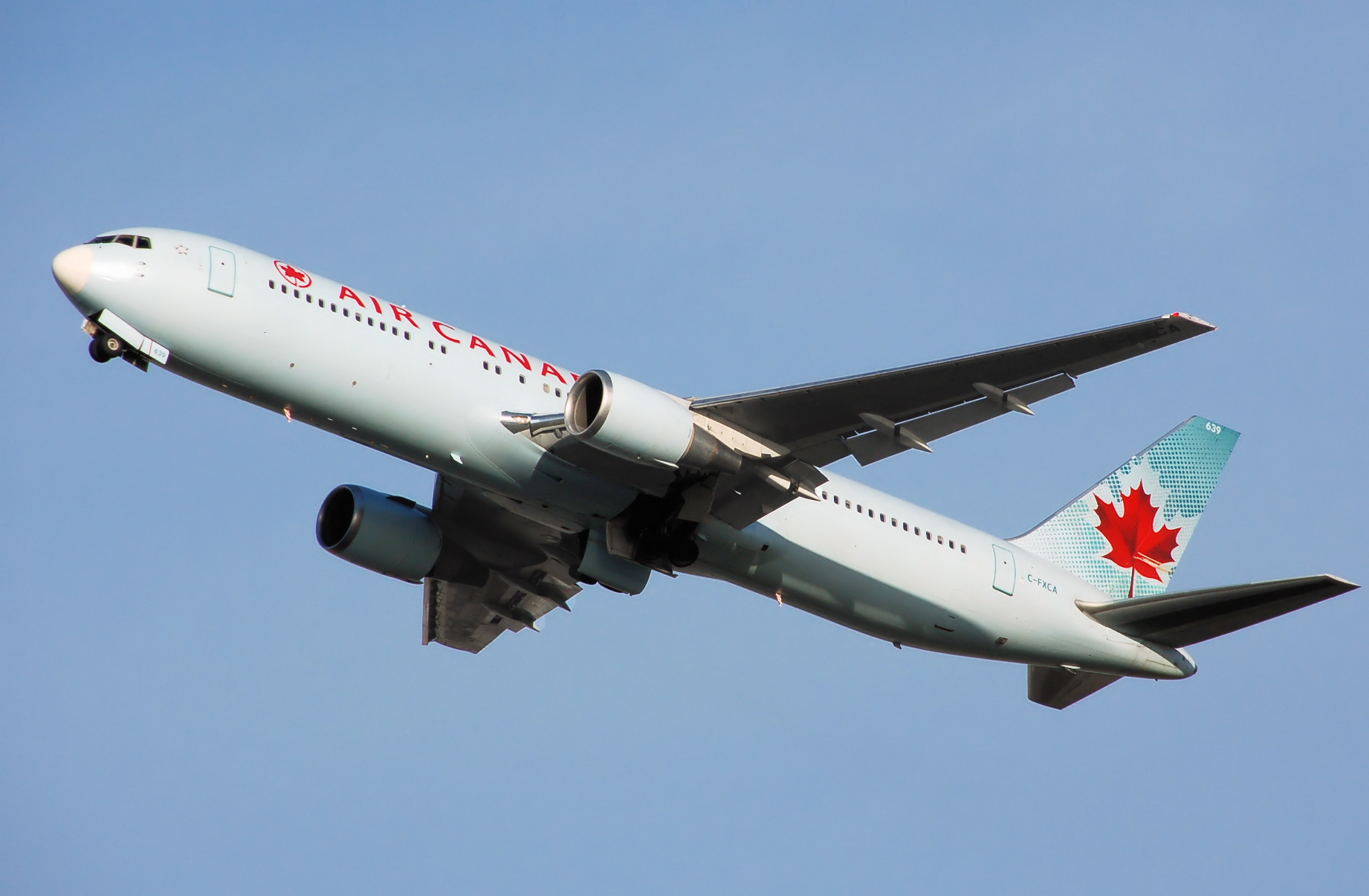
هواپیمای بوئینگ ۷۶۷ متعلق به کنیدین ایرلاینز

کنیدین ایرلاینز، (به انگلیسی: Canadian Airlines) شرکت هواپیمایی کانادایی بود، که در سال ۱۹۸۷ راه‌اندازی شد و در سال ۲۰۰۰ توسط شرکت ایر کانادا با ارزش ۳ میلیارد دلار خریداری شد.